# 小行星9751
小行星9751（9751 Kadota）是一颗围绕太阳公转的小行星。1990年8月20日，關勉在藝西天文台发现了此天体。
該小行星以日本業餘天文學家門田健一命名。
这颗小行星的绝对星等为124.98333等。